# Hit-Girl
Hit-Girl (nombre real Mindy McCready) es un personaje ficticio que aparece en el cómic Kick-Ass, publicado por Marvel Comics bajo sello de la compañía Icon Comics. El personaje fue creado por el escritor Mark Millar y el dibujante  John Romita Jr.. Se trata de una niña entrenada por su padre, Damon McCready (también conocido como Big Daddy), desde una edad muy temprana para ser una superheroína disfrazada y asesina. En Kick-Ass se presenta como uno de los personajes principales. La acogida del personaje fue tan buena que apareció en su propia serie de comics homónima, Hit-Girl, que fue publicada por primera vez el 27 de junio de 2012. 
Fue interpretada por Chloë Grace Moretz en las adaptaciones cinematográficas Kick-Ass y Kick-Ass 2.

## Cómics

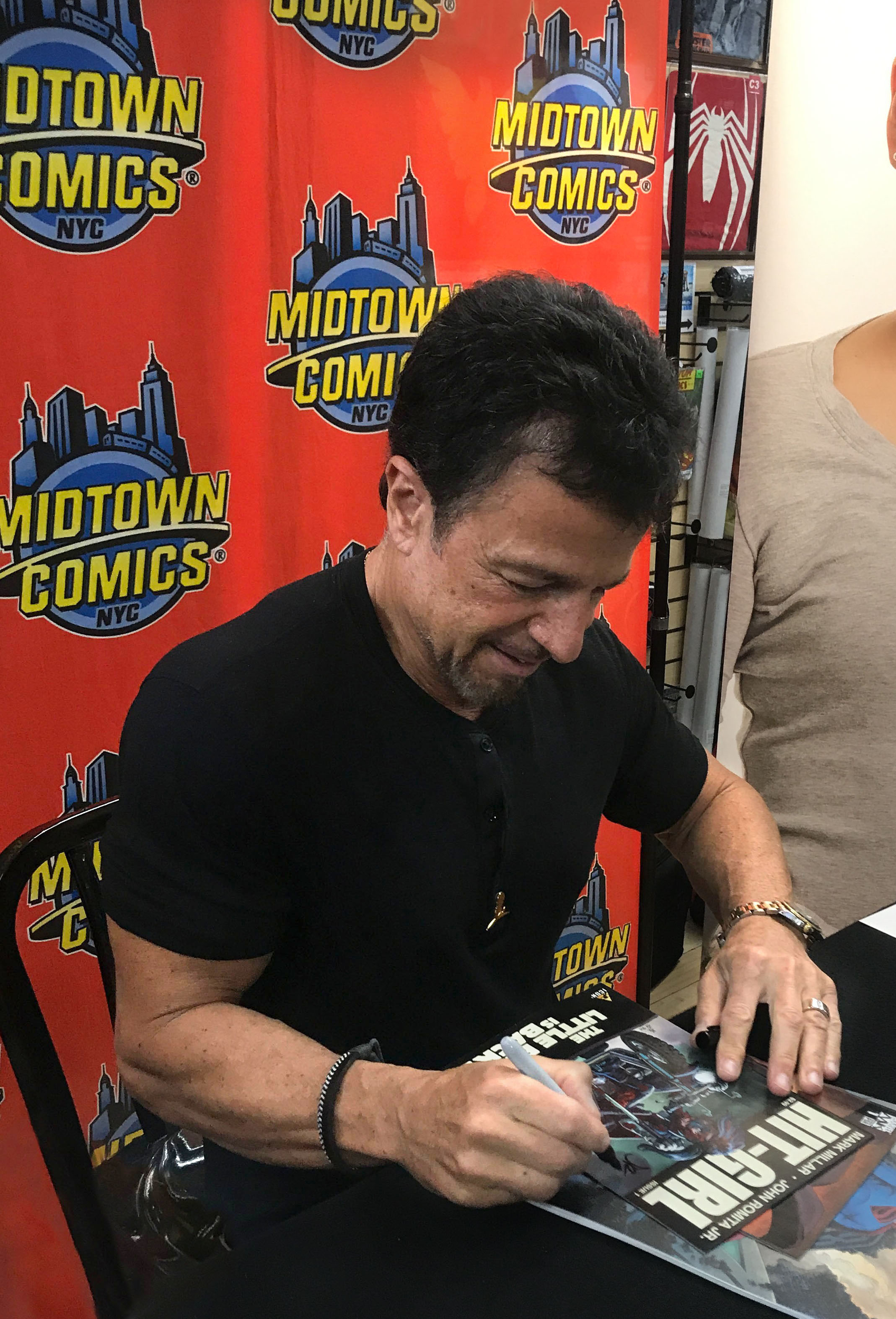
El dibujante de cómics John Romita Jr. en una firma de libros el 20 de junio de 2019.

El personaje de Hit-Girl aparece en los cómics Kick-Ass, Hit-Girl, Kick-Ass 2, y Kick-Ass 3.
Su nombre auténtico es Mindy Macready y su misión es luchar contra el crimen, guiada y adiestrada por su padre Damon, cuyo personaje es conocido como Big-Daddy. En el primero de los comics conoce a un chico que intenta ser un superhéroe, sin ningún tipo de preparación ni entrenamiento, Dave Lizewski. La relación de amistad entre ambos, se va desarrollando a lo largo de la saga.
El cómic Hit-Girl, recrea la vida de Mindy y las motivaciones por las que su padre la convirtió en Hit-Girl.
El estilo, habitual en Mark Millar, es el de una extrema violencia mezclada con humor.

## Cine
El personaje aparece en la adaptación cinematográfica Kick-Ass (2010), y en su secuela Kick-Ass (2013).

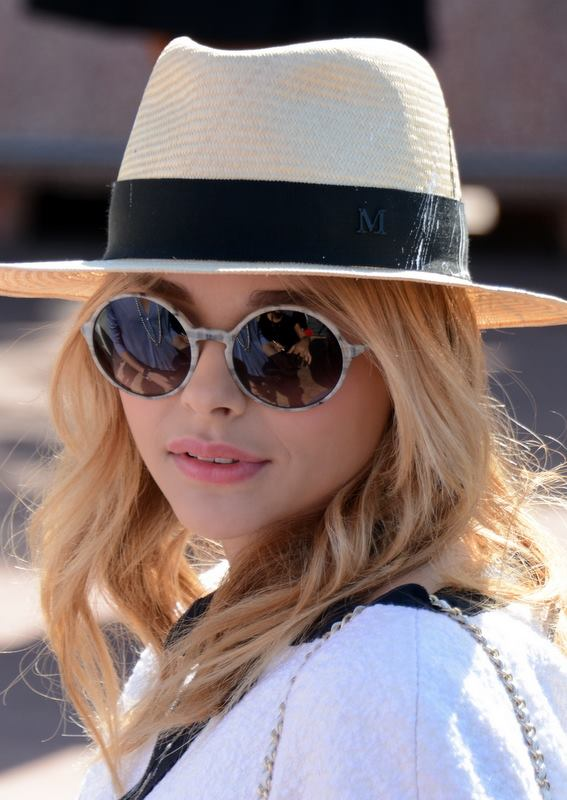
Chloë Grace Moretz actriz que interpreta a Hit-Girl en Kick-Ass (2010) y en Kick-Ass 2 (2013).

Jane Goldman, uno de los dos co-autores del guion de la primera película, dijo: "Realmente queríamos que Hit-Girl fuera un personaje que, de alguna manera, fuera casualmente una niña de once años, de la misma manera que Ripley en Alien pudo ser un personaje masculino y que finalmente fue interpretado por Sigourney Weaver. Hit-Girl es genuinamente peligrosa y loca. No es su culpa, ha sido criada en un ambiente en el que no conoce nada distinto, sin saberlo, parte de ella está psicológicamente trastornada". Cuando se le preguntó si Hit-Girl podría considerarse una heroína feminista, Goldman dijo "Sí... ella es una heroína feminista por el hecho de que ella no presta atención a los estereotipos de género. Creo que ella tampoco quiere un trato especial por ser una chica." Romita comparó como Big Daddy entrenó a Hit-Girl con la forma en que lo hacen los padres de los atletas profesionales juveniles. Romita agregó "Se convierten en atletas inconscientes, casi hasta la exageración. Se endurecen. En cierto modo funciona de la misma manera."
En el verano de 2008, el papel de Hit-Girl le fue ofrecido a la actriz Chloë Grace Moretz. Matthew Vaughn, el director, al comentar sobre la madurez de Moretz, dijo que debido a que tiene cuatro hermanos mayores, no le sería ajeno gran parte del lenguaje usado en el guion. Su madre leyó el guion y le permitió utilizar el lenguaje malsonante de la película. Chloë Grace Moretz afirmó que le parecía muy interesante estudiar las diferencias entre Mindy y su identidad de superheroína, "Para mí, es casi como una personalidad alternativa ". Lewis Wallace de Wired dijo que Mindy "consigue todas las buenas líneas del guion, coronando cada sangría estilo Tarantino con una malhablada broma." Christopher Mintz-Plasse, el actor que interpreta a Red Mist, dijo que "[Kick-Ass y Red Mist] no tienen nada de acción en la película. Es todo para Hit-Girl. " Vaughn dijo que Hit-Girl es parte de "la relación padre-hija definitiva, donde las muñecas Barbie son reemplazados por cuchillos, y los unicornios se convierten en granadas de mano." Para preparar su papel, Chloë Grace Moretz se entrenó durante meses para aprender a manejar armas, como navajas de mariposa y espadas. Chloë Moretz afirmó que el rodaje de las escenas de acción fue muy duro. La guionista Jane Goldman comentó que lo que más la motivaba en la adaptación cinematográfica fue la adaptación del personaje de Hit-Girl al argumento de la película. Mark Millar pensaba que el personaje tendría una recepción negativa, "Pero la película estuvo tan bien hecha, creo yo, que la gente se quedaba en silencio, encantada con ella en su mayor parte. Lo único negativo que recibimos vino de parte de Roger Ebert y otros de su generación que estaban molestos, pero muchos, especialmente aquí en el Reino Unido se volvieron locos por ella". Mark Millar añadió, que él y Vaughn "Estábamos bastante sorprendidos por eso. Esperábamos lo peor, que la gente diría que era amoral, y que nosotros [a su vez] seríamos asesinados por ella. Pero fue mucha la gente positiva hacia Hit-Girl, incluso diciendo que empoderábamos un nuevo un personaje femenino".

### Controversia
En enero de 2010, un corte sin censura de la película fue atacado por grupos de defensa de la familia, por su exhibición de la violencia y el uso de la frase "Ok coños, vamos a ver lo que sabéis hacer ahora", dicha por Chloë Grace Moretz, que tenía once años de edad en el momento de la filmación. John Morrissey de "Australian Family Associationspokesman" afirmaba que "el texto [era] ofensivo y los valores inapropiados; sin la gracia salvadora de las sangrientas victorias de los superhéroes tradicionales". Varios críticos, incluido Roger Ebert y Christopher Tookey del Daily Mail, acusaron a la película de glorificar la violencia, en particular la violencia por parte de niños, mientras Tookey (además de otros críticos como Tim Robey) también afirmó que Hit-Girl era un personaje abiertamente sexualizado. Tookey dijo que Hit Girl "fue hecha para parecer tan seductora como fuera posible".
En respuesta a la controversia, Chloë Moretz declaró en una entrevista: "Si alguna vez pronunciara algunas de las palabras que dije en Kick-Ass, ¡estaría castigada por años! ¡me dejarían en mi habitación hasta que tuviera 20 años! No diría ninguna de esas palabras ni en un millón de años. Soy una chica normal". Chloë Grace Moretz afirmó que durante el rodaje, no se atrevía a pronunciar el título de la película en voz alta en las entrevistas, en vez de eso usaba "la película" en público y "Kick-Butt" en casa. Christopher Mintz-Plasse expresó su sorpresa de que la gente se molestara por el lenguaje, y que no les ofendiera el hecho de que Hit-Girl matara a muchas personas.

### Apariciones
| Año  | Título     | Actriz             |
| ---- | ---------- | ------------------ |
| 2010 | Kick-Ass   | Chloë Grace Moretz |
| 2013 | Kick-Ass 2 | Chloë Grace Moretz |

## Película propia
Mark Millar reconoció en una entrevista que había prevista una película de Hit-Girl, con Gareth Evans  como director. La película sería para el 2016 pero finalmente no se llevó a cabo.
Por otra parte en junio de 2015, de nuevo, Matthew Vaughn especuló con la posibilidad de retomar la franquicia Kick-Ass con una película centrada en Big-Daddy y Hit-Girl. En palabras de Vaughn: "Si la hacemos, esperamos recuperar a toda la gente a la que no gustó Kick-Ass 2, y además que sea una vía para filmar también Kick-Ass 3. Creo que tenemos que hacer esta precuela con el mismo cariño que hicimos Kick-Ass"

## Habilidades
Hit-Girl ha sido entrenada en el combate cuerpo a cuerpo y en la lucha con diversas armas. También posee conocimientos técnicos sobre armas y sobre su historia, así mismo tiene una gran cultura sobre el cine de acción. La naturaleza de la formación de Hit-Girl la ha hecho particularmente brutal e implacable en el combate. Su físico y habilidades son, con la posible excepción de Madre Rusia, prácticamente inigualables para cualquier personaje del universo Kick-Ass, desde la muerte de Big Daddy.

## Personalidad

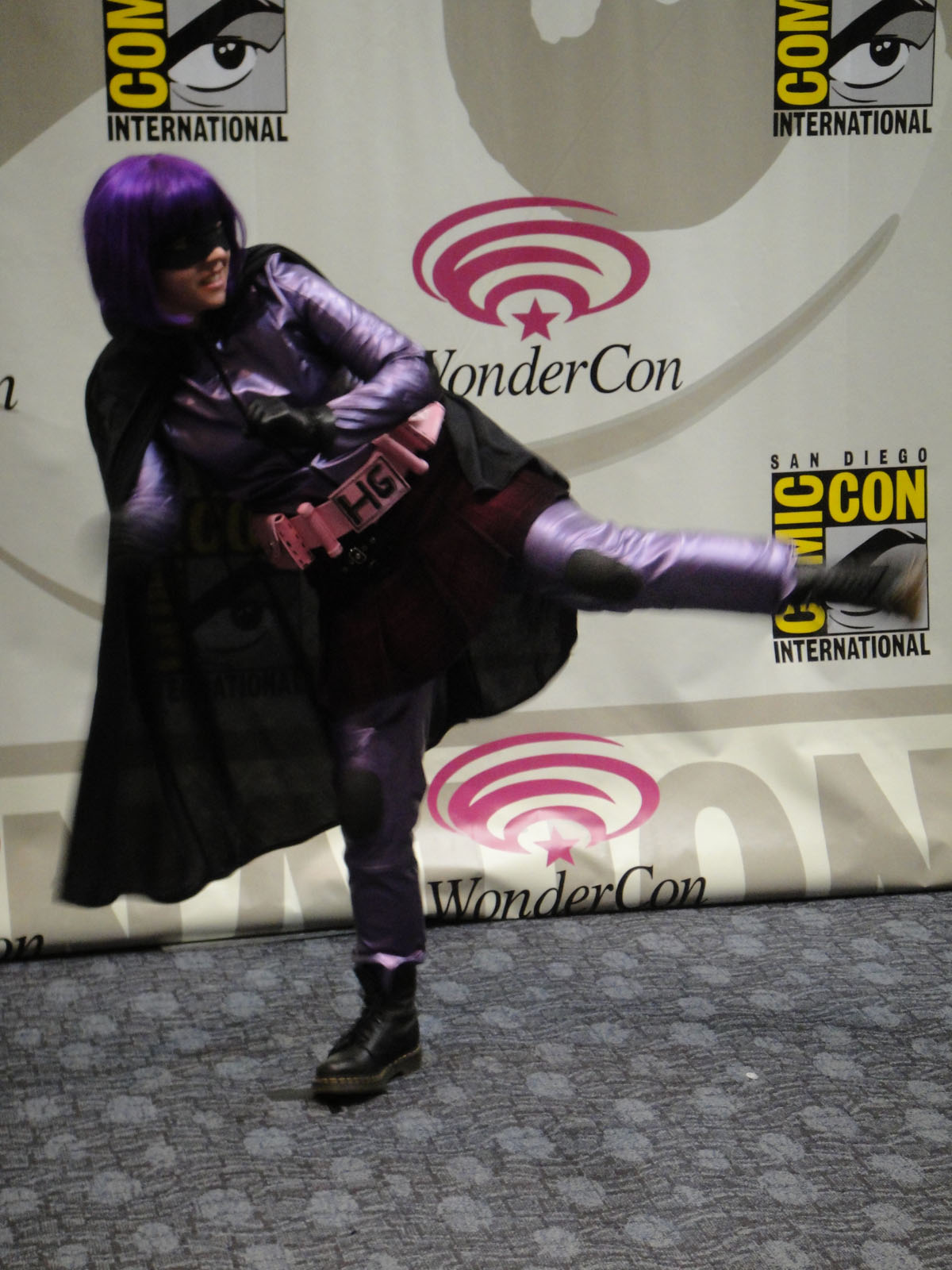
Fan de Hit-Girl imitando sus movimientos

Mindy es un personaje muy endurecido, su personalidad es casi nihilista y se ha desensibilizado a la sangre, la violencia y la muerte. A menudo adopta una actitud sarcástica hacia Kick-Ass , maldice regularmente y hace chistes crueles. A pesar de su naturaleza emocional endurecida en el gimnasio, Mindy tiene, también, un lado divertido, cálido y cariñoso hacia su padre, Damon. A Mindy le gusta Hello Kitty, los cómics, Clint Eastwood y ver películas de John Woo. Mindy es mucho más madura de lo que su edad podría sugerir, como ella misma ha demostrado encabezando y centrándose mucho más en la lucha contra el crimen que su compañero Dave (Kick-Ass). Esto es evidente tanto en el cómic como en las versiones cinematográficas de la serie. Por ejemplo, cuando Kick-Ass le dice que su padre fue asesinado, ella simplemente responde: "Termina el trabajo, llora más tarde." Sin embargo, cuando Johnny G muere, Hit-Girl se vuelve hacia Kick-Ass y le pide un abrazo, cubierta de lágrimas y sangre.